# Station Grodziec Śląski
Station Grodziec Śląski is een spoorwegstation in Polen.